# Historias de taberna galáctica
Historias de taberna galáctica és un còmic de ciència-ficció creat entre 1979 i 1981 per l'autor català Josep Maria Beà per la revista de ciència-ficció 1984. Comprèn 16 relats independents entre ells, narrats per diversos alienígenes en una estació espacial.

## Context i inspiració
Josep Maria Beà es va inspirar en la pel·lícula de George Lucas La guerra de les galàxies per donar títol al còmic. A més, tal com explica el mateix autor: 
| « | Taberna és el resultat d’un estat de la ment alterat artificialment, on el meu interès resideix més en l’obtenció d’un imaginari subreal (representacions conscients d’un desplaçament amb respecte al sentit inconscient) que una argumentació de base lògica (tot i que finalment, procuro que tots el capítos estiguin subjectes a la tradicional fòrmula de plantejament, nus i desenllaç. No puc permetre’m la frivolitat que el lector, pel meu desig de jugar amb la psicologia, caigui en un marasme de relats inintel·ligibles). | » |

A la pràctica, l’autor va recórrer a l'entrenament autògen desenvolupat pel neuròleg berlinès Johannes Heinrich Schultz, recloent-se en un tanc d’aïllament sensorial ubicat a Limoges. En el seu interior, deixava que acudissin a la seva ment les imatges que l'endemà incorporava al guió.

## Argument i relats
Els capítols que componen La taberna galáctica són històries fantàstiques i autoconcloents narrades sempre en flash-back per un visitant de la taverna, i solen acabar sent reprobades pels oients, majoritàriament a causa de la seva progressiva inintel·ligibilitat.
Segons l'autor, «els tractaments són molt lineals: plantejament, nus i desenllaç. Però sí que hi ha sublectures, hi ha diverses pells abans d’arrivar a allò que vull i hi ha lectors que m’escrivien i em sortien amb coses en les quals jo no havia pensat.»
| Número | Títol             |
| ------ | ----------------- |
| 1      | Relat de Nemo     |
| 2      | Relat de Hycrotan |
| 3      | Relat de Toksath  |
| 4      | Relat de Ondrakor |
| 5      | Relat de Khantrax |
| 6      | Relat de Tenyktar |
| 7      | Relat de Okaris   |
| 8      | Relat de Blydhan  |
| 9      | Relat de Wanshott |
| 10     | Relat de Zherbis  |
| 11     | Relat de Kiramow  |
| 12     | Relat de Plektron |
| 13     | Relat de Nacrapt  |
| 14     | Relat de Syanock  |
| 15     | Relat de Romagosa |
| 16     | Relat de Clakster |

## Trajectòria editorial
El primer capítol de Historias de taberna galáctica fou publicat en el número 11 de la revista "1984", prolongant-se fins al número 28, ja a l'any 1981.
Beà va claururar la taverna, «precisament en el moment que més interès suscitava als lectors de 1984», provocant així un gran disgust a Toutain. Aquest fet estaria motivat per diversos factors, com la visió quinze dies abans de la pel·lícula Eraserhead de David Lynch, la qual causaria a Beà una profunda impressió, impulsant-lo a desenvolupar la seva següent obra: En un lugar de la mente.
Posteriorment, el còmic ha sigut objecte de recopilacions en format àlbum:
- Historias de Taberna Galáctica. Toutain Editor, 1981
- Historias de Taberna Galáctica. Glénat, 2002
- Historias de Taberna Galáctica. Edición definitiva. Trilita, 2016

## Estil
Segons la investigadora Francesca Lladó, el còmic Historias de la taberna galáctica destaca per la distorsió de l'espai òptic, gràcies a les fortes graduacions de llum i l'alternància de plans mitjans, picats i contrapicats.

## Valoració crítica
Segons el crític Javier Coma, «s'endinsa, amb ironia i poesia molt rigoroses, en el cerebral univers d'una sofisticada reflexió sobre el nostre món».

## Adaptacions a altres mitjans
Ivan Reitman, director de la revista de còmics Heavy Metal, va intentar que un dels episodis apareixés a la pel·lícula Heavy Metal, però Beà, aconsellat per Toutain, no va acceptar l'oferta.
Els anys 1990, es va idear també una sèrie de televisió amb coproducció internacional. No obstant, la sèries no va arribar a materialitzar-se per l'abandó del projecte per part de Televisió Espanyola.